# Kvinnlig rösträtt i Sverige

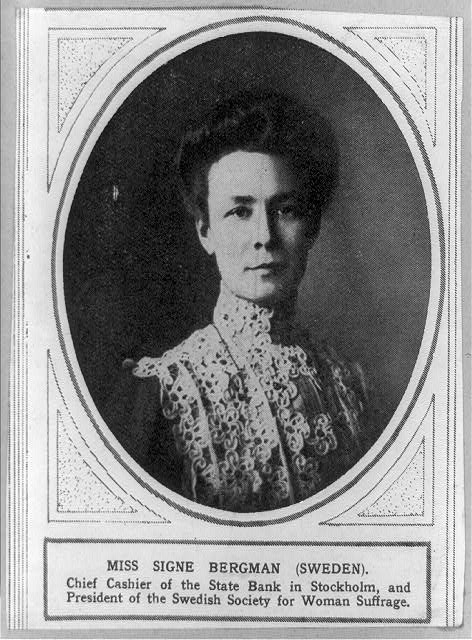
Svenska kvinnorättskämpen Signe Bergman, cirka 1910.

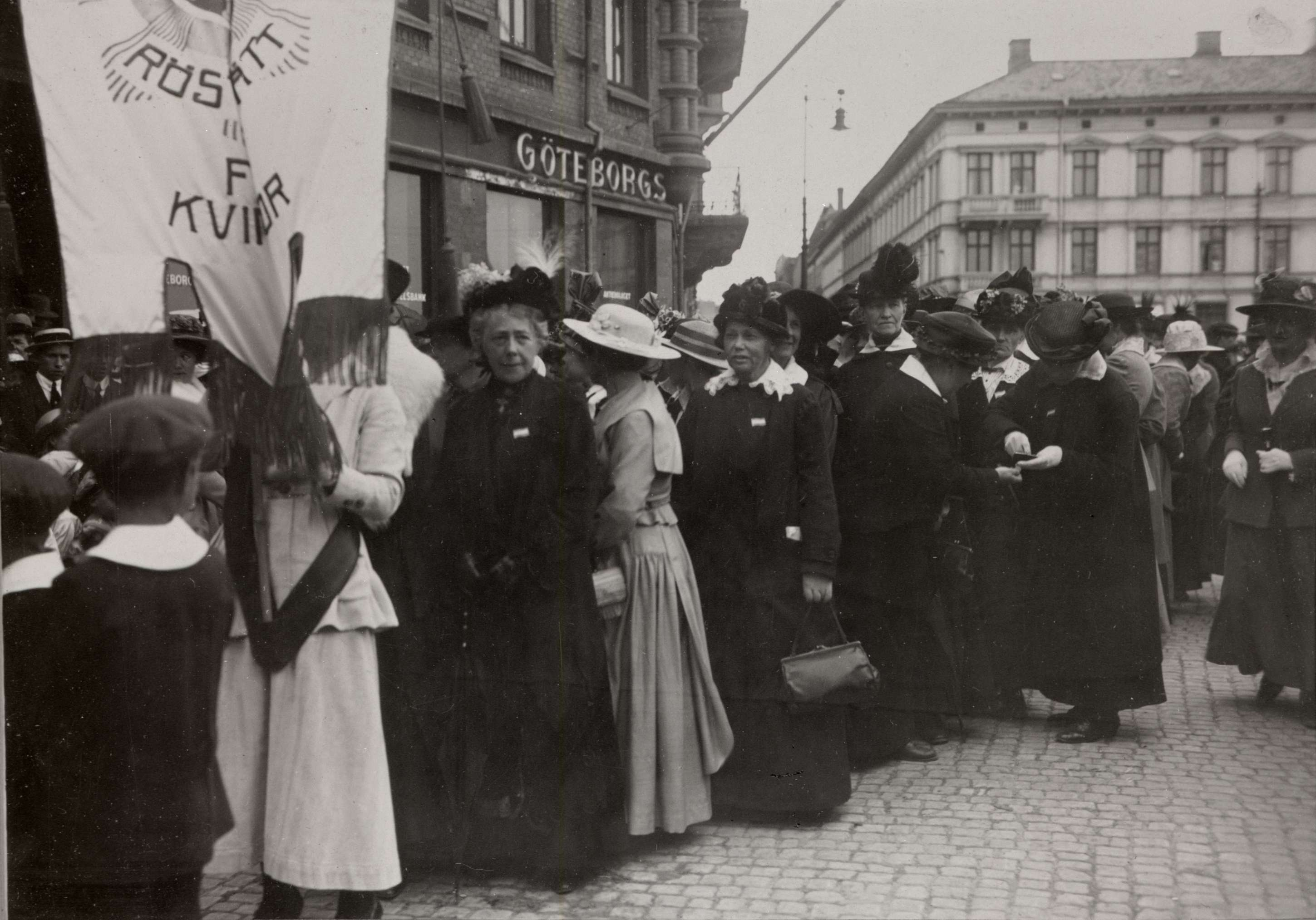
Ett demonstrationståg för kvinnorösträtten i Göteborg i juni 1918.

Kvinnlig rösträtt tillämpades första gången i Sverige under frihetstiden (1718–1772), då en viss kategori kvinnor hade en begränsad form av rösträtt, som sedan avskaffades.
Kvinnors rätt att rösta väckte stor debatt i slutet av 1800-talet. Fredrik Theodor Borg lade fram en motion för kvinnlig rösträtt i riksdagen 1884, men den röstades ner med röstsiffrorna 53 mot 44. Även 1912 lades det fram ett lagförslag, som också röstades ner. Först 1919 gick slutligen ett lagförslag igenom, och andrakammarvalet 1921 blev därefter det första val i Sverige där allmän rösträtt för kvinnor praktiserades.

## Kvinnlig rösträtt under frihetstiden
Tillämpningen av rösträtten under frihetstiden 1718–1772 var inte enhetlig, och lokala variationer förekom. Lokala val hölls, där man på landsbygden valde präster till församlingarna, och i städerna  borgmästare. Det hölls också riksdagsval, där företrädare till Sveriges ståndsriksdag valdes, även om adeln ärvde sina platser. Vid flera av valen under frihetstiden fanns kvinnor som röstade.

### Borgmästarval
Mellan 1726 och 1742 deltog kvinnor i 17 av 31 undersökta borgmästarval. Rösträtten till borgmästarvalen var fram till 1734 kopplad till burskapsrättigheter, där den som ägde burskap definierades som borgare och därför ägde rösträtt. 1734 blev rösträtten graderad, vilket innebar att varje skattebetalande och myndig medborgare, som själv förestod en fastighet, hade rösträtt. Denna reform ökade kvinnliga väljares röstande från 55 till 71 procent. Mellan 1743 och 1758 röstade kvinnor i 32 av 45 undersökta borgmästarval. Med 1758 års förordning återkallades kvinnors rösträtt i borgmästarvalen när kvinnor enligt denna inte längre definierades som borgare.

### Landsbygdsval
I prästvalen på landsbygden fick kvinnor rösträtt med införandet av graderad rösträtt 1734. Färre kvinnor var röstberättigade på landsbygden, men deras rösträtt uppfattades som mindre kontroversiell. Kvinnorna behöll rösträtten i prästvalen ända fram till reformen av år 1862. Deltagande i sockenstämmorna var inte reglerat i lag, och där hade redan under 1600-talet kvinnor, särskilt sådana som förestod hushåll, aktivt deltagit. De fick på sin höjd en indirekt valrätt till ståndsrepresentationen via detta eftersom det inte fanns kvinnliga präster som kunde deltaga när prästerna inom sig utsåg sina riksdagsmän.

### Riksdagsval
Rösträtten till ståndsriksdagen, som formulerades enligt 1723 års riksdagsordning, var liksom den lokala rösträtten könsneutralt beskriven, vilket oavsiktligt gjorde kvinnor till väljare. Fram till 1757 deltog kvinnor i samtliga 11 val där vallängderna bevarats: i åtta av dessa användes en graderad skala, i de tre övriga rösträkning per capita. Kvinnor behöll rösträtten till riksdagen sedan deras rätt att rösta i borgmästarvalen avskaffats 1758, men röstade endast i 10 av de 33 val fram till 1772 där vallängderna bevarats. År 1772 avskaffades kvinnors rösträtt till riksdagsvalen av borgarståndet. Det kan tilläggas att de lokala valen engagerade de flesta väljare mer än riksdagsvalen och att även männen använde sin rösträtt mer i lokalvalen.

### Tillämpning
Kvinnliga väljare växlade beroende på de skiftande bestämmelserna, och hur dessa tolkades lokalt. Kvinnor kunde bli medlemmar i skrån och få burskap, särskilt efter 1720 års skråordning, även om detta var sällsynt och ofta skedde på dispens eller under andra villkor än för en man. En kvinna kunde också både äga och själv förestå en fastighet och betala skatt som en myndig medborgare, antingen som änka, eller genom att bli myndigförklarad via dispens från kungen som ogift. Majoriteten av alla kvinnliga väljare uppges ha varit änkor, men det förekom också en minoritet ogifta myndigförklarade kvinnor. Det var dock omöjligt för en gift kvinna att rösta eftersom en gift kvinna stod under sin makes förmynderskap och inte kunde bli myndigförklarad. Kvinnor använde sin rösträtt mindre ofta än män; att infinna sig vid rådstugan personligen för att rösta upplevdes uppenbarligen som generande, och det var vanligt att kvinnliga väljare utsåg ett manligt ombud som lämnade deras röst. Samtidigt förekom det att en gift kvinna fick agera ombud för sin make och lämna hans röst, då han exempelvis var sjuk eller frånvarande.

## 1772–1863
När kvinnors rösträtt avskaffades 1772, upphävdes den först för skattebetalande ogifta kvinnor med egendom, och därefter för änkor. Attityden till kvinnors rösträtt skiftade lokalt; i Eskilstuna och Landskrona röstade 90 procent av alla röstberättigade kvinnor, och i Kalmar, Växjö, Västervik, Simrishamn, Ystad, Åmål, Karlstad, Bergslagen, Dalarna och Norrland fortsatte lokala myndigheter att acceptera att kvinnor röstade i riksdagsvalen trots förbudet 1772 vilket berodde på olika lokala tolkningar av valmanskapet. I Lund, Uppsala, Skara, Åbo, Göteborg och Marstrand efterlevdes dock förbudet mot rösträtt för kvinnor av år 1772 strikt.[källa behövs] 1823 föreslog borgmästaren i Strängnäs att kvinnors rösträtt till borgarståndets representation skulle återinföras för myndiga kvinnor (det vill säga änkor) som betalade skatt. 1858 fick kvinnor som i egenskap av företagare eller fastighetsägare av tomt, hus eller jord inom staden kunde räknas som medlemmar av stadskommunen rösträtt till borgarståndets representation.[källa behövs]
Det skall uppmärksammas att även val hölls inom bondeståndet där det fortsatte att accepteras efter 1771–1772. Det avsåg även här änkor. De som innehade ett hemman med skatteplikt eller liknande, alltså på samma sätt som gällde för män.

## 1862–1921

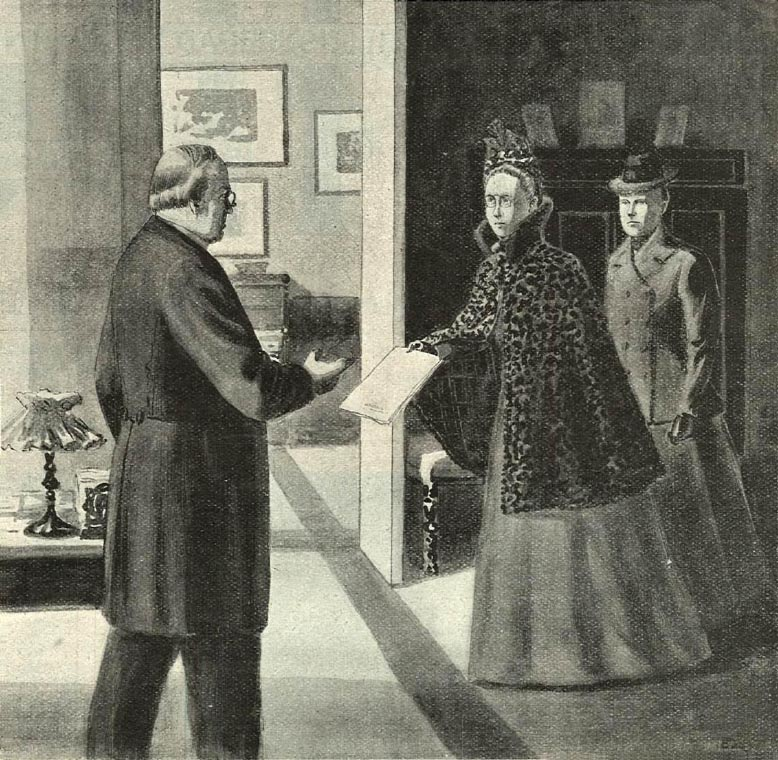
"Professorskan Agda Montelius och fröken Gertrud Adelborg" presenterar framställningen om kvinnors rösträtt och "överlämnar rösträttspetitionen till herr excellens statsministern Erik Gustaf Boström" år 1899. Teckning av Emil Åberg. Veckotidningen Idun Nr 2, lördagen den 13 januari 1900.

Genom 1862 års kommunalförordningar skapades landstingen. Rätt att delta i val till landsting samt stadsfullmäktige i de städer som stod utanför landstingen och som i sin tur fungerade som elektorer för val till riksdagens första kammare var beroende av inkomst. Rösträtten var dessutom graderad, ju högre inkomst desto fler röster. Kommunal rösträtt hade den svenske medborgare som var bosatt i kommunen, myndig, att man hade taxerats för kommunalskatt och att kommunalskatten var erlagd. Bestämmelserna utestängde majoriteten av svenskarna, men i princip fick kvinnor rösta om de uppnådde kraven. Myndighetsåldern för kvinnor var enligt 1863 års lag 25 år under förutsättning att hon var ogift. Redan förut blev änkor oavsett ålder myndiga vid makens död. Antalet kvinnor som hade rösträtt var försumbart.
Vid prästval hade alla kvinnor vars män var röstberättigade lika rösträtt som sina män, vilket skilde sig från rösträtten inom andra delar av det svenska samhället. Rösträtt vid prästval tillkom också tidigt de kvinnor som ägde hemman. Prästvalet kom sedan också att bli de första valen i Sverige med både allmän och lika rösträtt för såväl kvinnor som män.

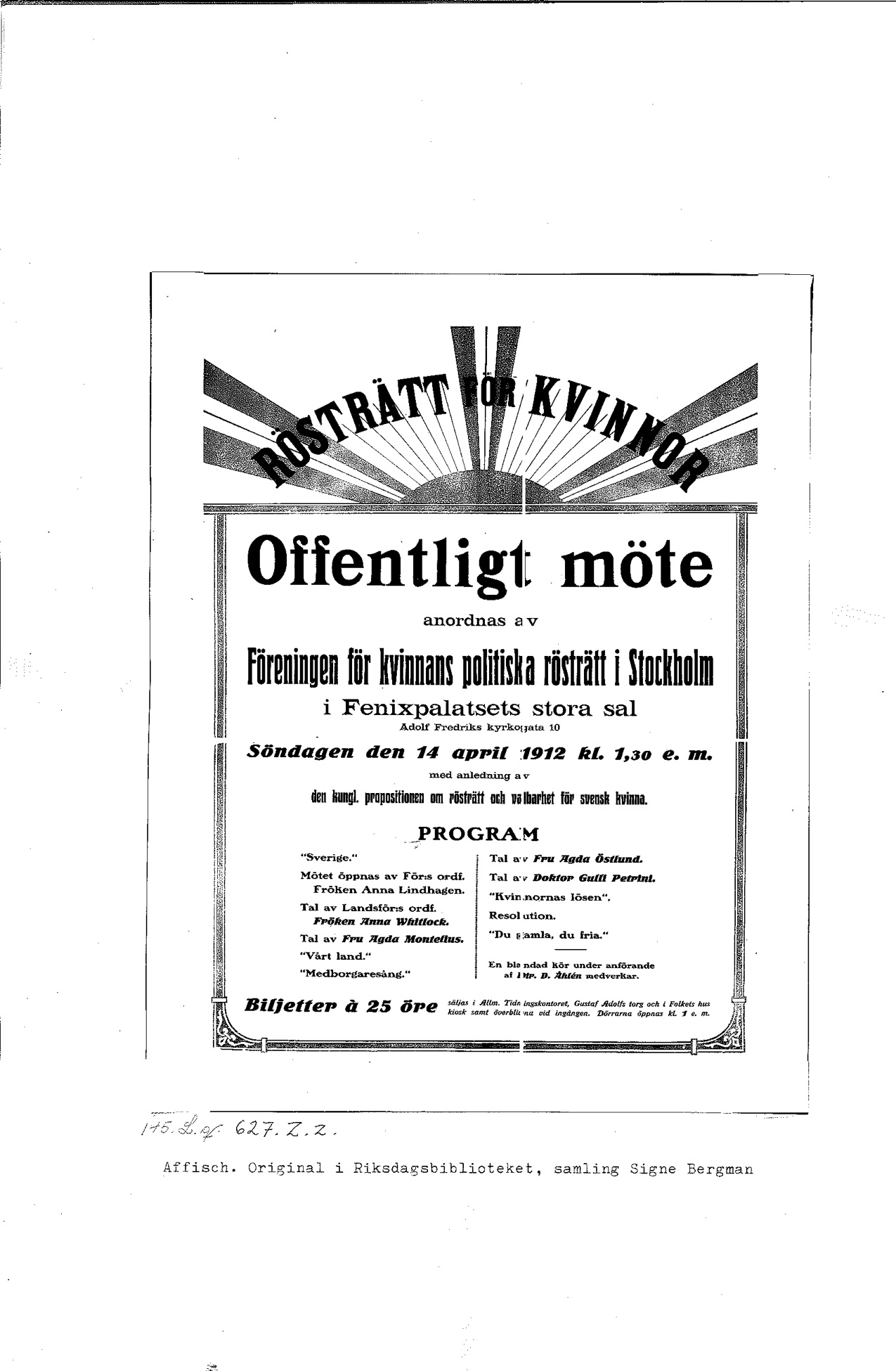
Affisch om rösträttsmöte i Stockholm i april 1912.

Den första motionen i Sveriges riksdag om kvinnlig rösträtt till andra kammaren kom 1884, men förslaget fick svagt stöd. Den aktiva kampen för kvinnlig rösträtt startade 1902-1903 med grundandet av Landsföreningen för kvinnans politiska rösträtt, LKPR. Föreningen bildades på initiativ av såväl liberala som socialdemokratiska kvinnor. Den var exklusiv för kvinnliga medlemmar och organiserade kvinnor från hela politiska spektrumet. Föreningen hade som mest 17 000 medlemmar och lyckades i en stor masspetition 1913 samla in 350 000 namnunderskrifter för kvinnlig rösträtt. När kvinnlig rösträtt var införd upplöstes förbundet och en andel av medlemmarna gick med i Fredrika-Bremer-Förbundet, medan ledningen bildade Svenska Kvinnors Medborgarförbund.
Den kommunala rösträtten för myndiga ogifta kvinnor från år 1862, utsträcktes år 1909 till att även omfatta gifta kvinnor, och samma år blev kvinnor även valbara till kommun och landsting.  Vid kommunalvalen 1910 valdes 38 kvinnor in i kommunerna runtom i Sverige,  bland dem Gertrud Månsson och Valfrid Palmgren i Stockholm. 
Till följd av hungersnöd förlorade högern i andrakammarvalet 1917 och därmed uppstod en majoritet av liberaler och socialdemokrater som var för kvinnlig rösträtt, och även för lika rösträtt oavsett lön. Den högerdominerade förstakammaren fällde dock ett sådant förslag våren 1917, men för att inte riskera storstrejk, revolution och republik ändrade sig förstakammaren och röstade den 17 december 1918, då liberalen Nils Edén var statsminister, för att införa lika och allmän rösträtt i svenska kommunalval. Genom det första grundlagsbeslutet den 24 maj 1919 och det andra grundlagsbeslutet (en grundlagsändring kräver ett riksdagsval däremellan) den 26 januari 1921, kunde man slutligen införa lika och allmän rösträtt för kvinnor även för val till riksdagens båda kammare. 

### Valet 1921
Första- och andrakammarvalen i Sverige i september 1921 var därmed de första valen där kvinnor deltog. De fyra första kvinnorna i riksdagens andra kammare var Elisabeth Tamm för Liberala samlingspartiet, Nelly Thüring och Agda Östlund för Socialdemokraterna och Bertha Wellin för Högern/Lantmanna- och borgarepartiet. Till första kammaren blev Kerstin Hesselgren invald för Liberalerna.
Rösträtt till andra kammaren hade den svenska medborgare som fyllt 23 år året före valåret. Rösträtt saknade den som inte fullgjort värnplikten, var förklarad omyndig, var satt i konkurs, var varaktigt försörjd av fattigvården eller som dömts enligt strafflagen att förlora sin rösträtt. 1922 hölls folkomröstningen om rusdrycksförbud där 50,8 procent röstade emot förbud. Det hade blivit mycket tydligare nej utan kvinnlig rösträtt.

## Galleri

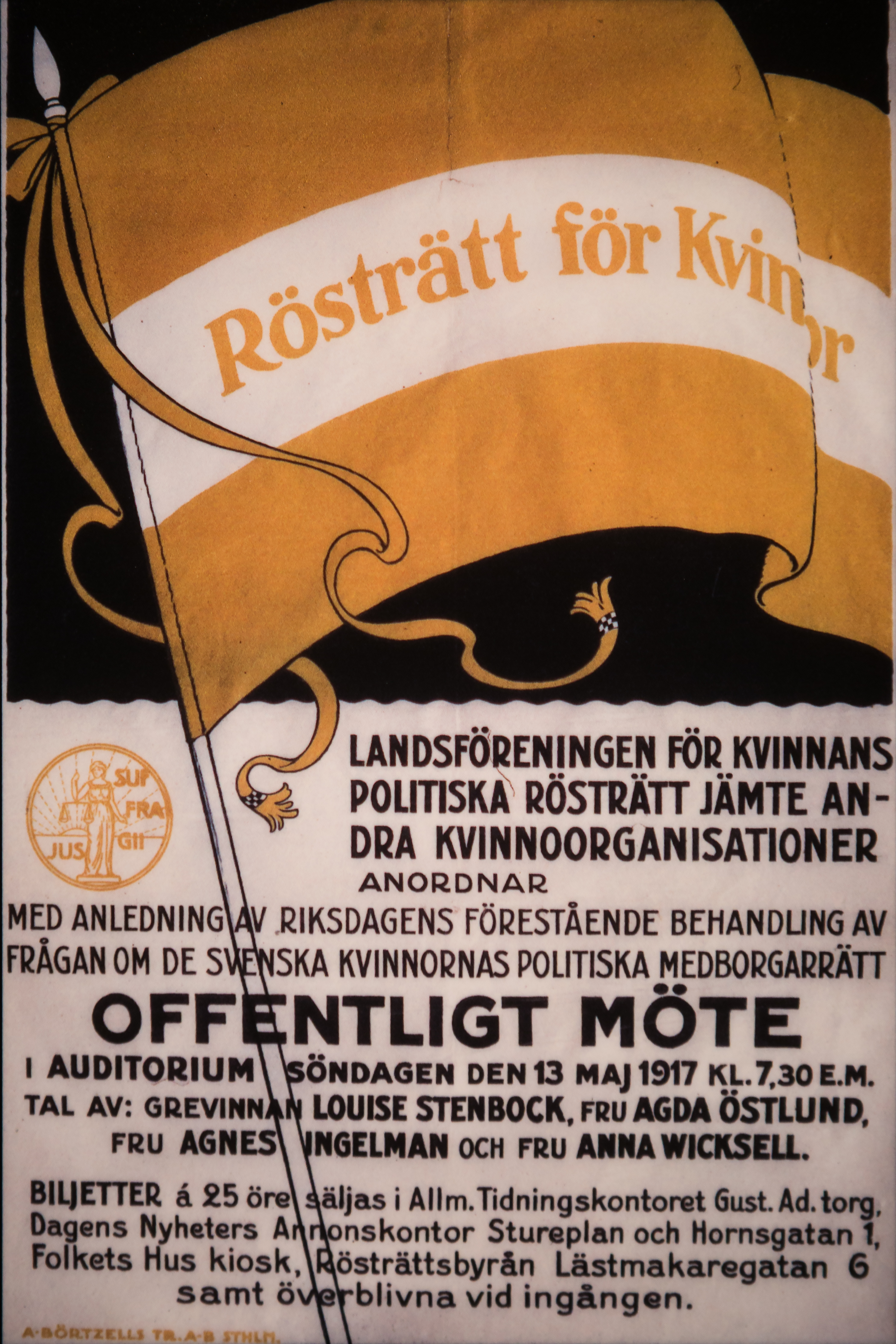
Mötesaffisch för kvinnlig rösträtt
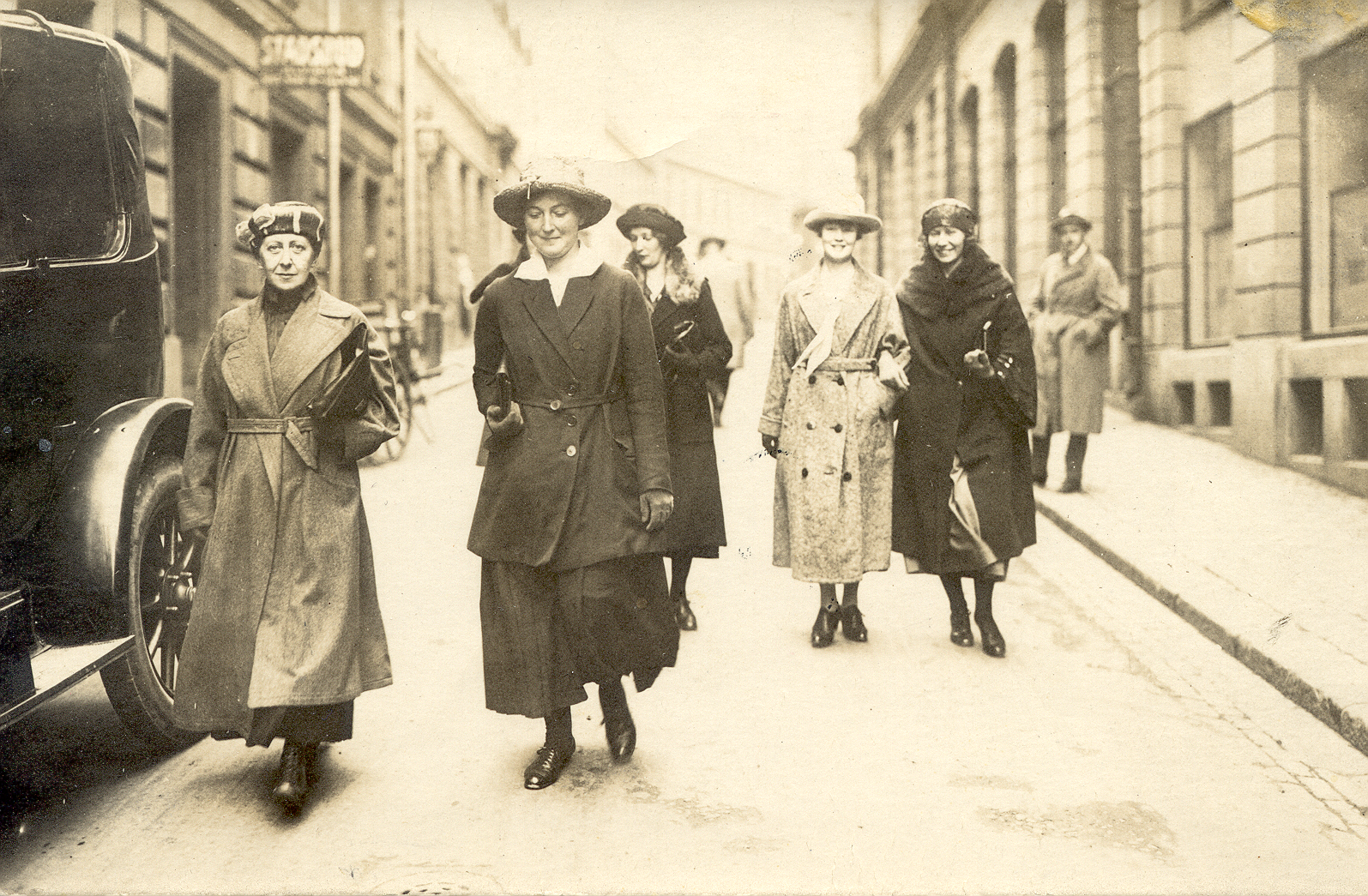
På väg att rösta